# 十渡站
十渡站是京原铁路的一座车站，位于北京市房山区十渡镇，1972年投入运营，现由北京铁路局北京西车务段管辖。截至2017年，本站平日只有一对图定普通旅客列车停靠，不办理货物发到及行包业务，公众假期则另有两对临时旅客列车停靠。由于临近十渡风景区，该站在春、夏、秋三季的客流量较大，暑运期间的日客流量甚至一度超过1000人。

## 相关图片

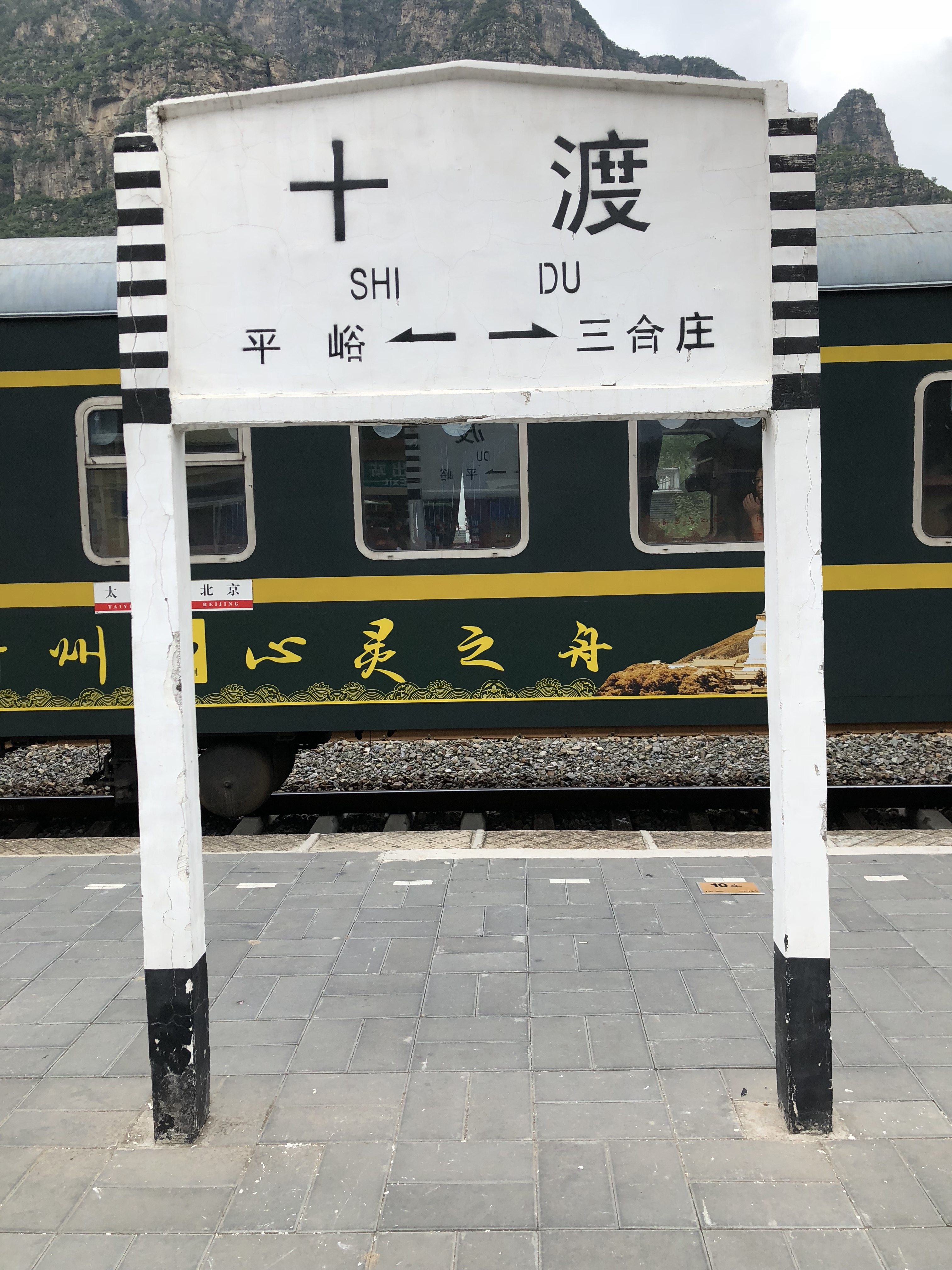
十渡站水牌（现已换新）
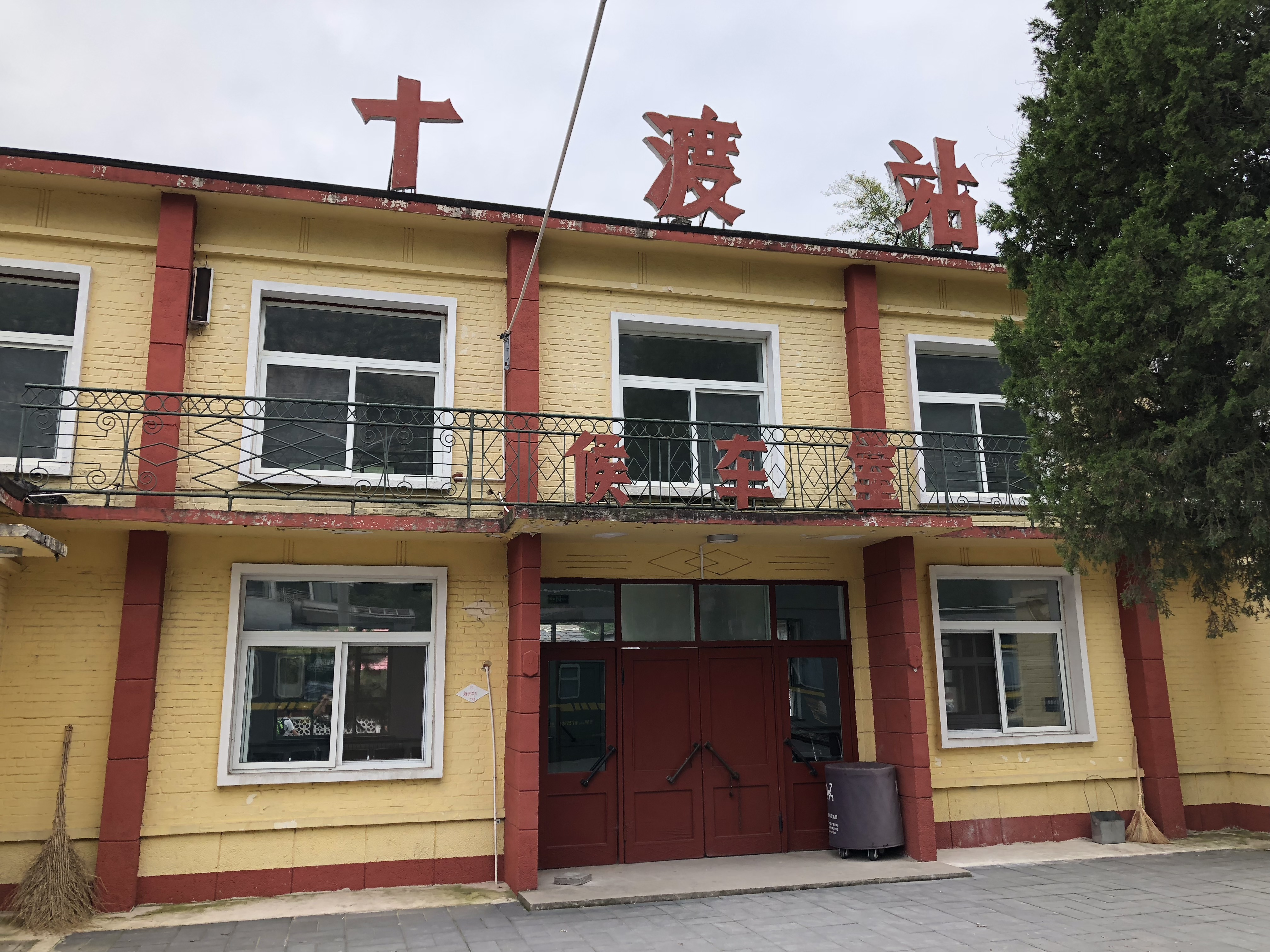
十渡站站房
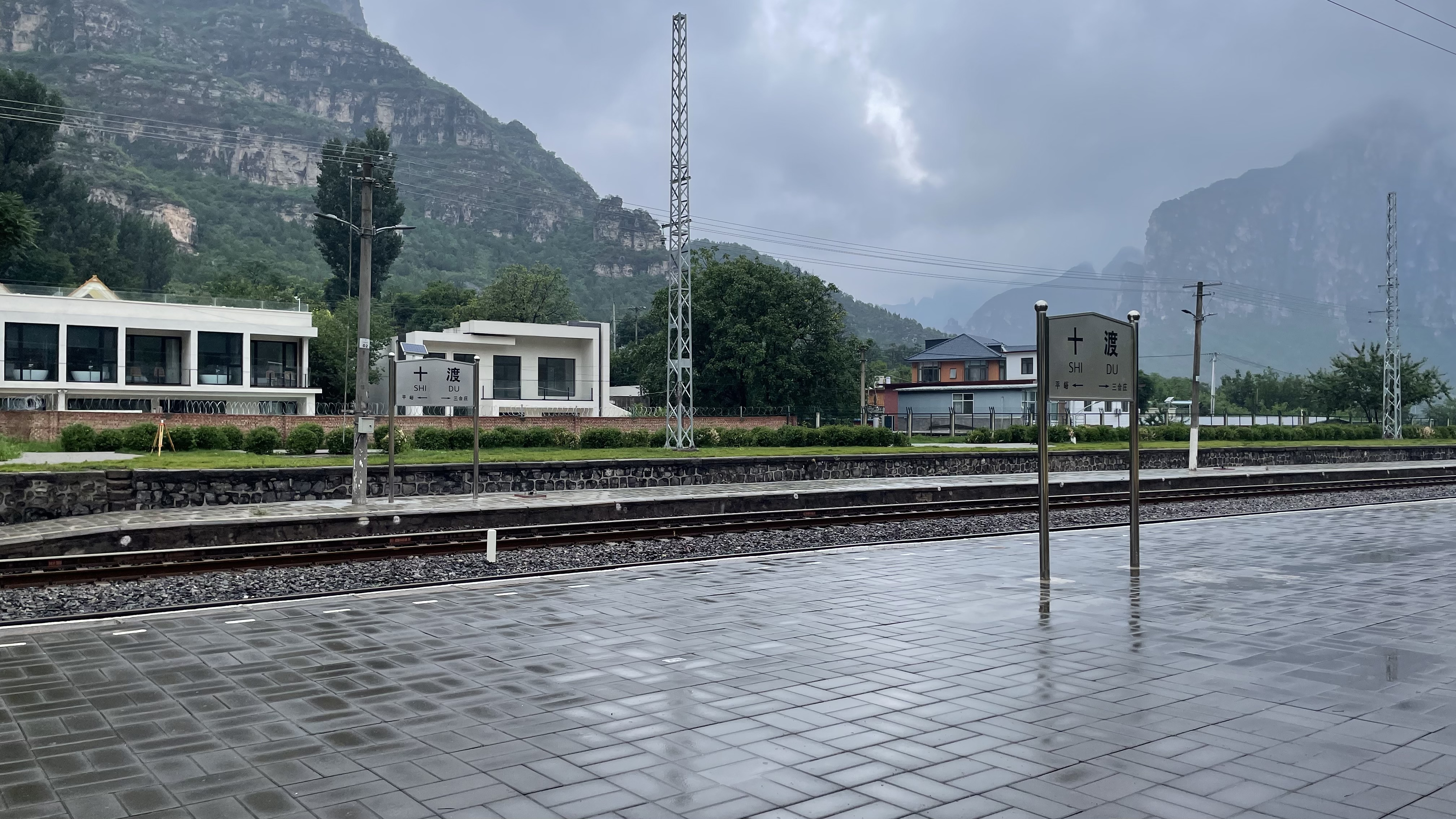
十渡站站台，拍摄于2023.7
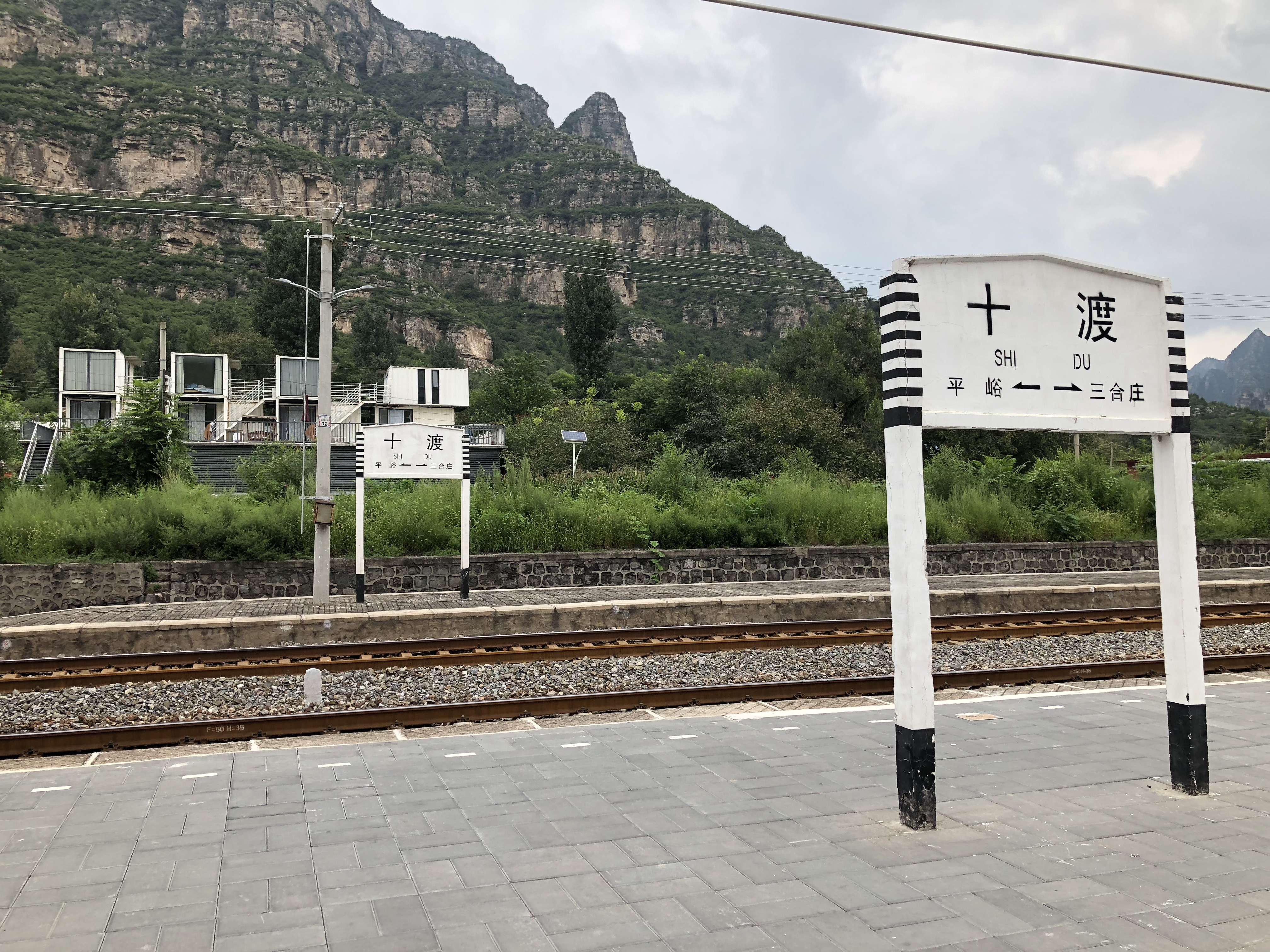
十渡站站牌（旧照片）
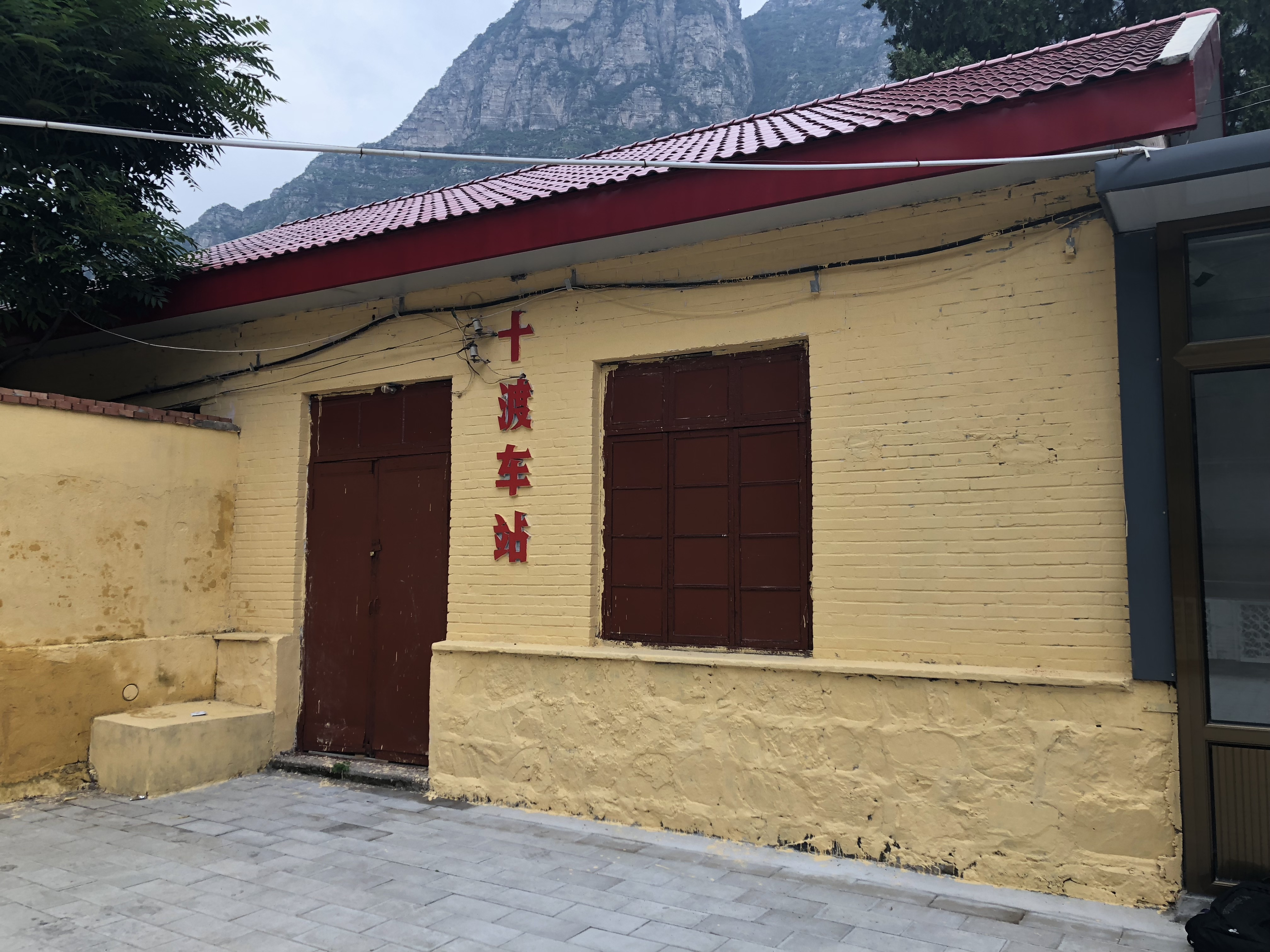
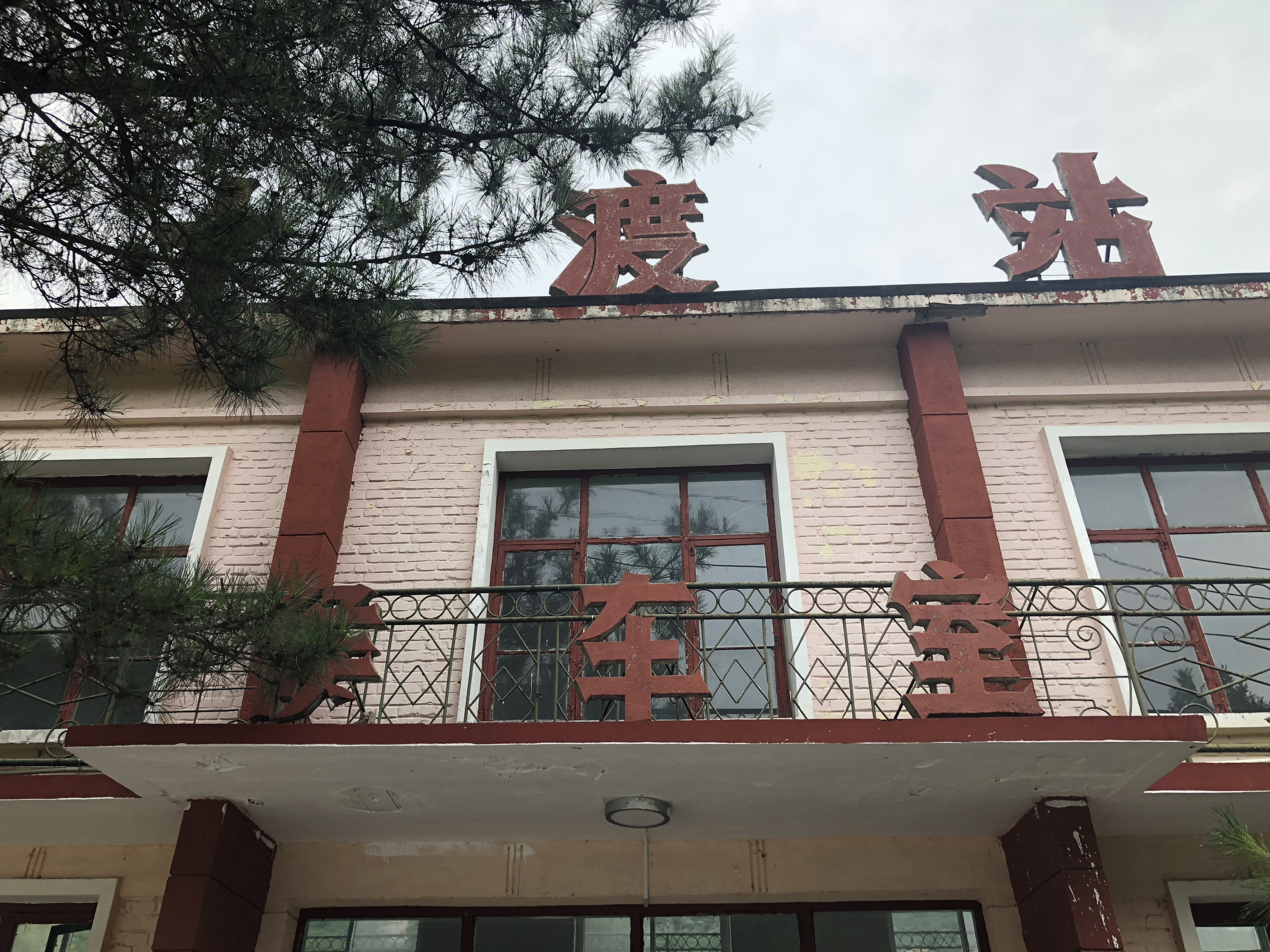
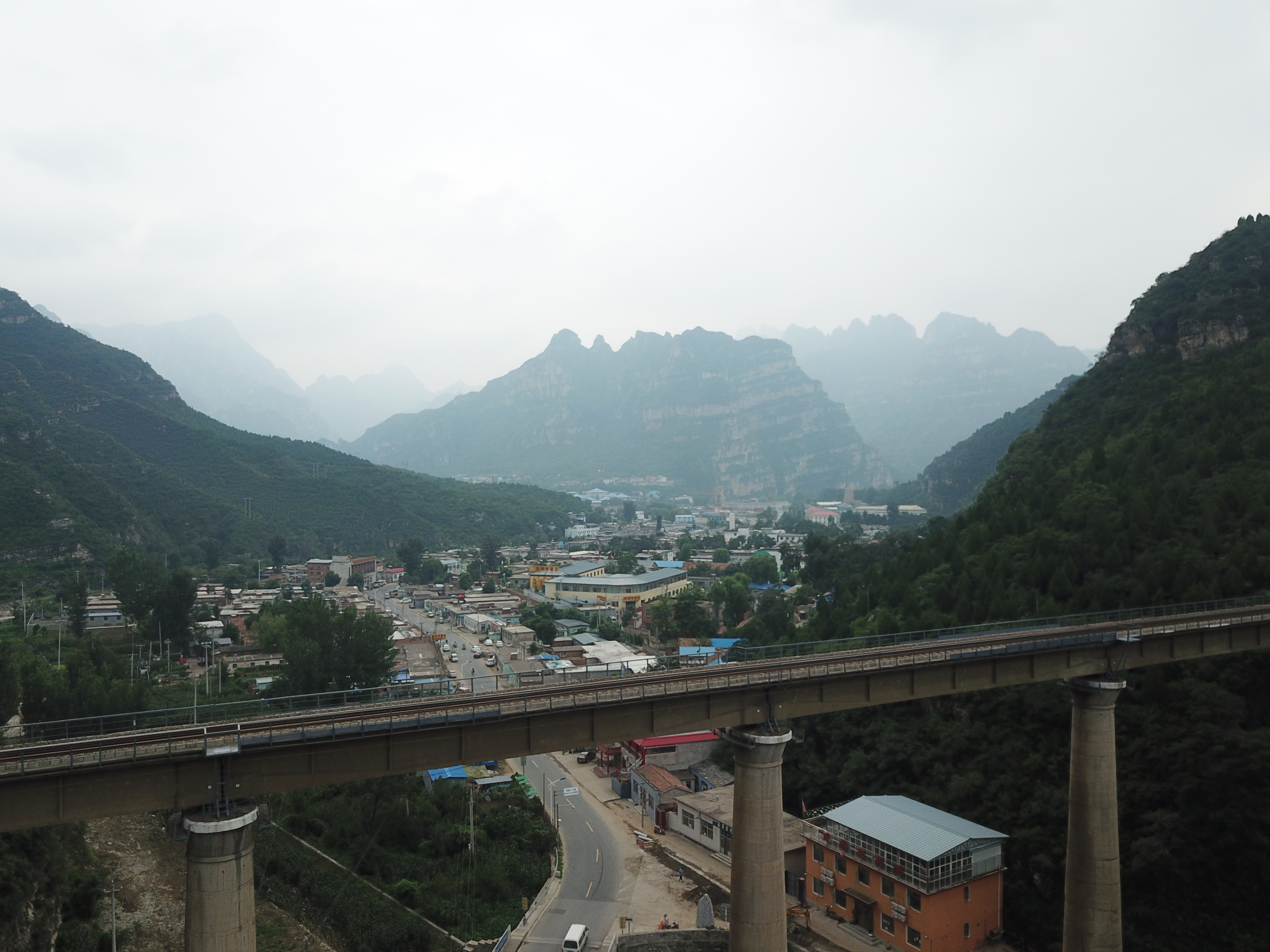
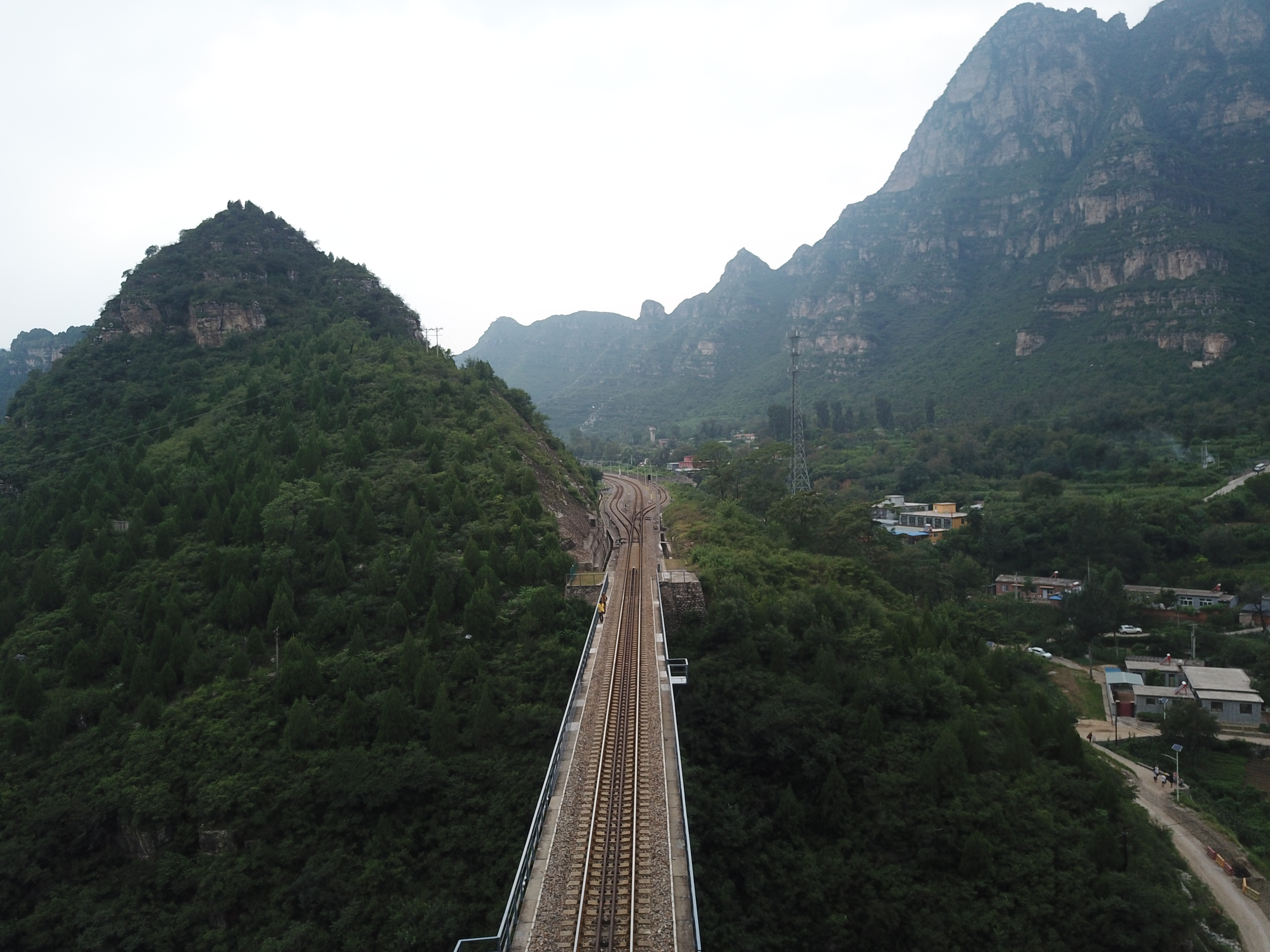
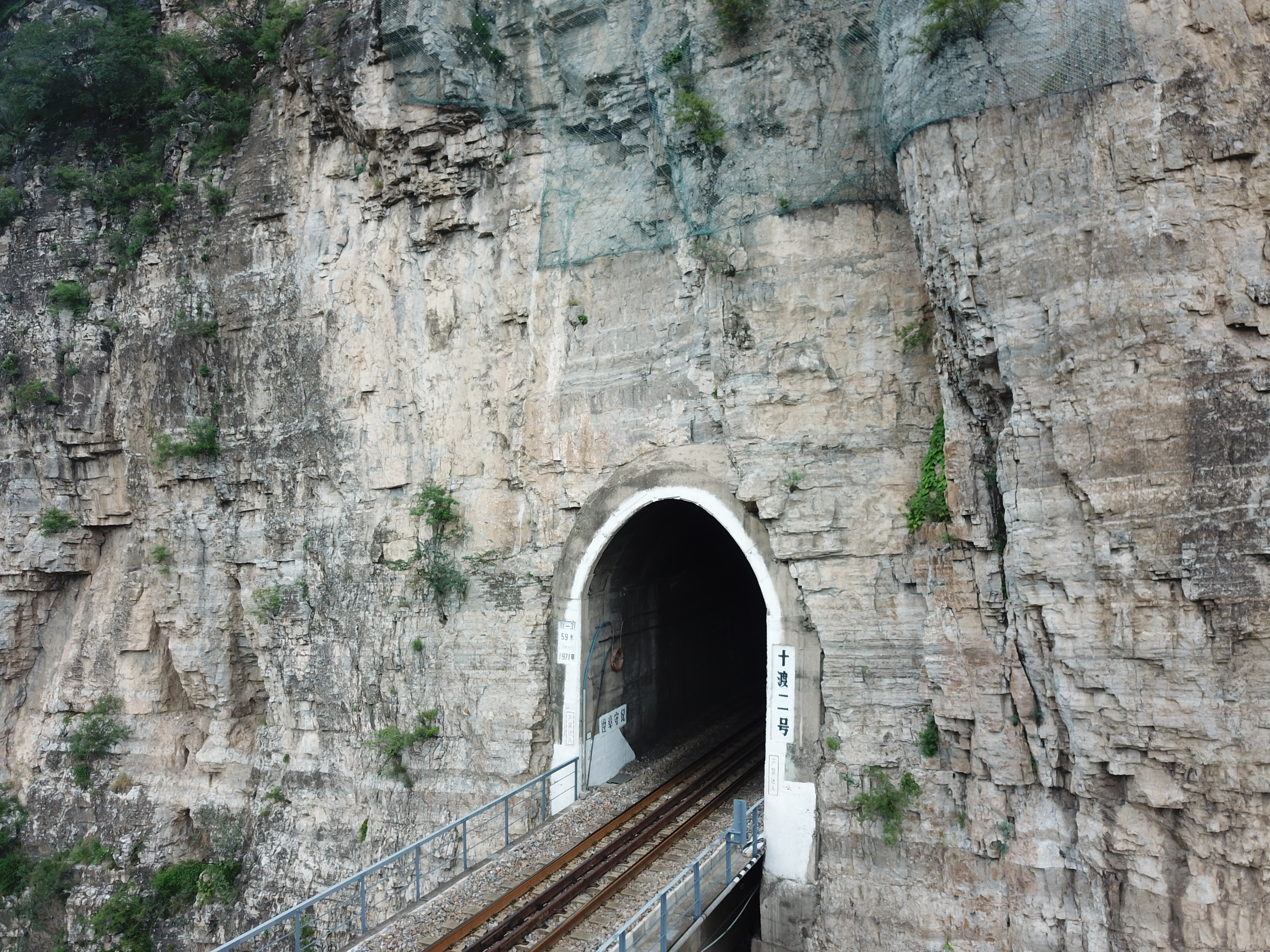
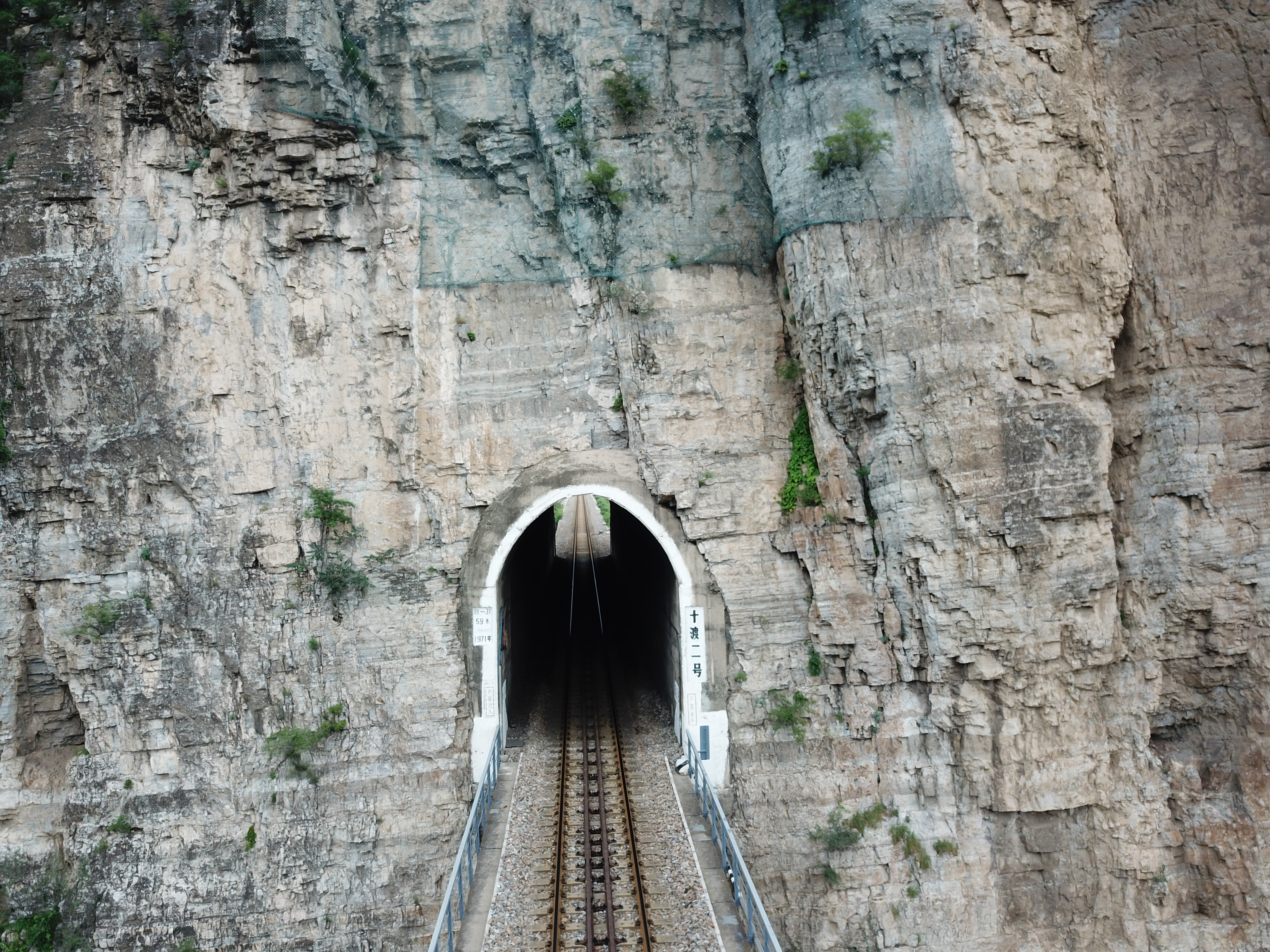
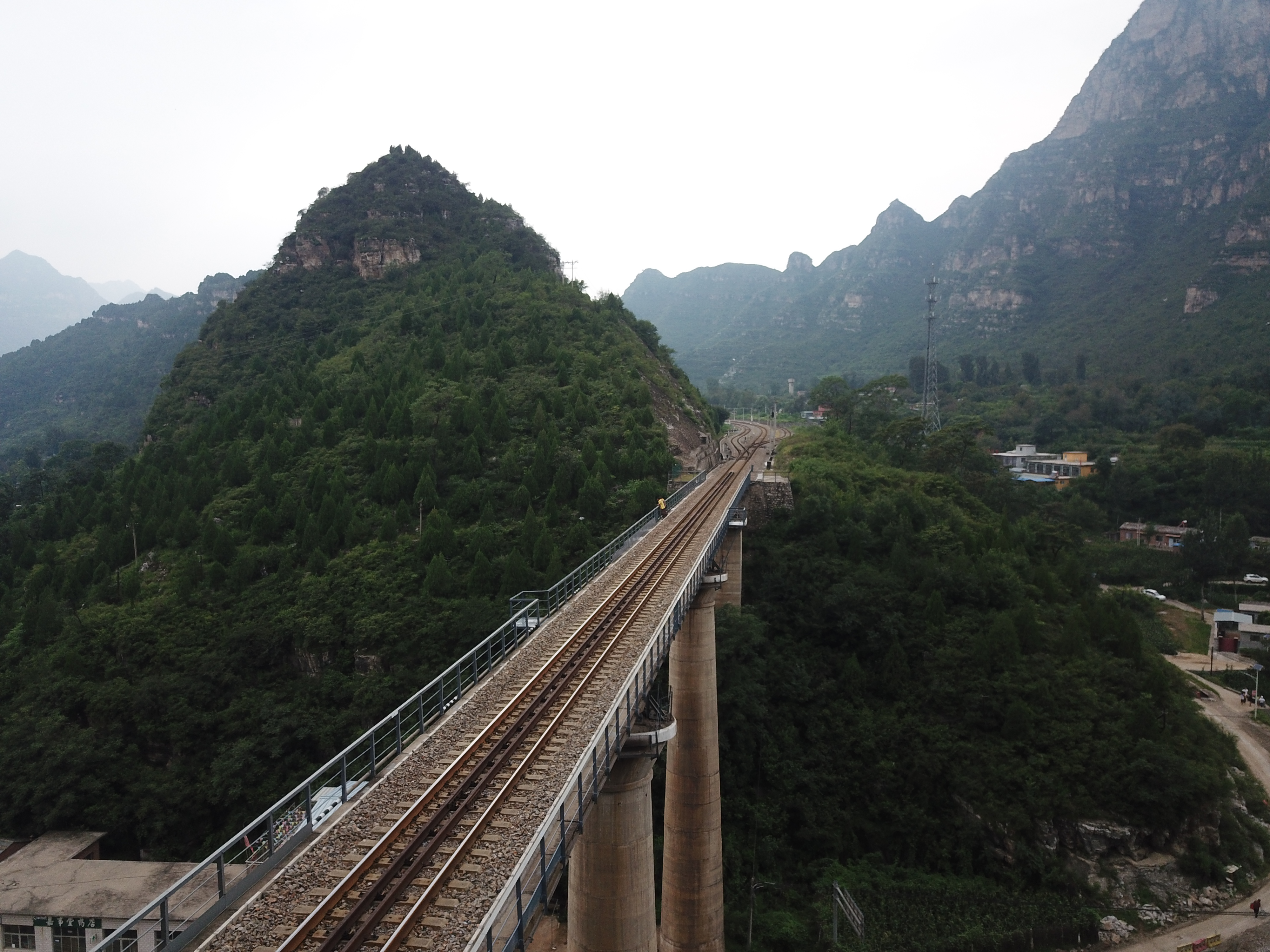
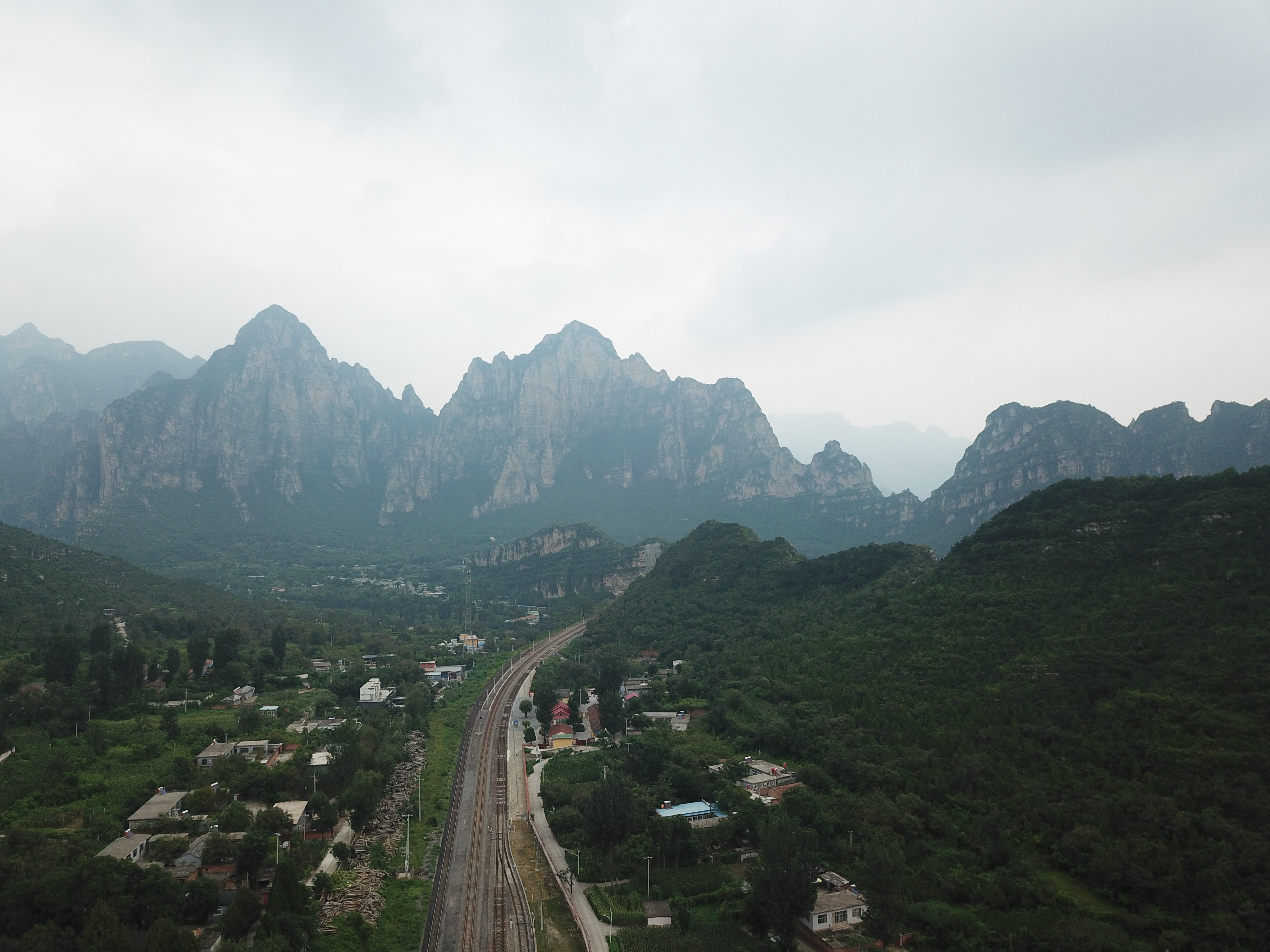
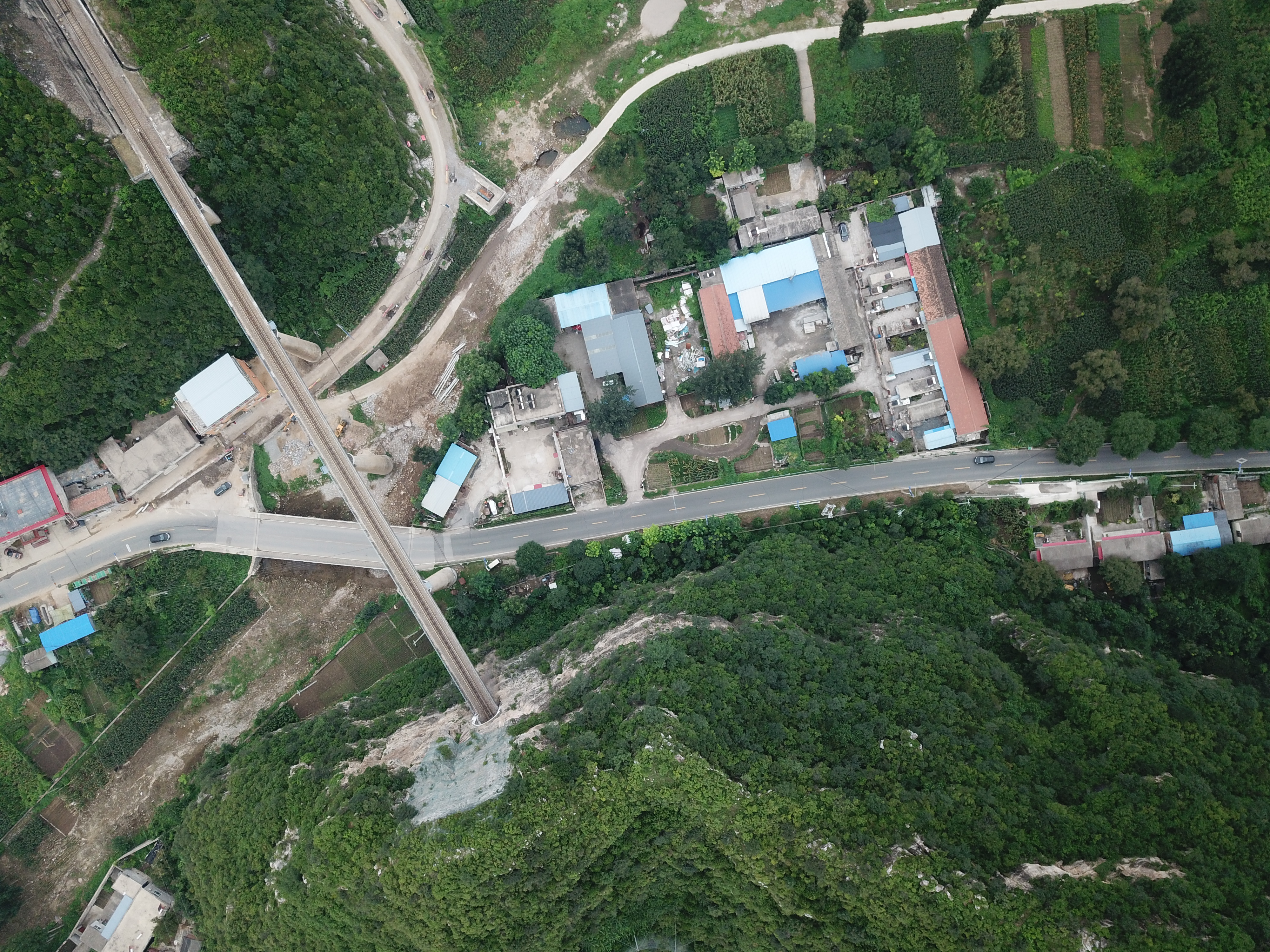
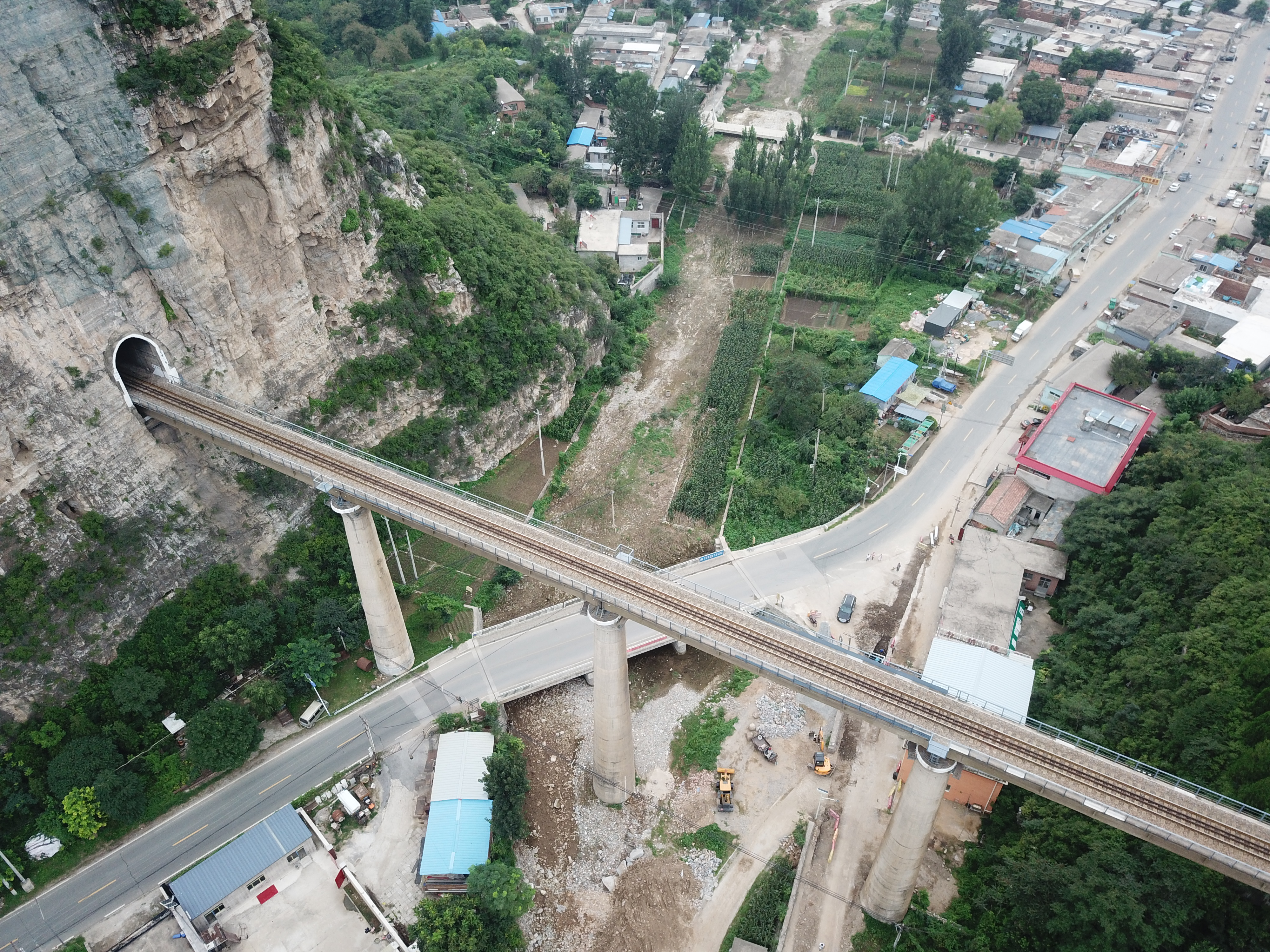